# Années 1890
Les années 1890 couvrent la période de 1890 à 1899. 
Elle est caractérisée par une reprise économique internationale qui fait suite à la Grande Dépression (1873-1896) et par le début d'une croissance forte à la Belle Époque (1896-1914), portée par les innovations de la seconde révolution industrielle (électricité, pétrole, automobile, textiles artificiels, chimie organique). La guerre sino-japonaise de 1894-1895 et la guerre hispano-américaine de 1898 marquent l'accession du Japon et des États-Unis au rang des grandes puissances mondiales. Cette décennie voit l'apogée de la machine à vapeur, alimentée au charbon, sur le point d'être détrônée par le moteur à explosion alimenté au pétrole raffiné. La suprématie de cette nouvelle source d'énergie est confirmée lorsque la première flotte au monde, la Royal Navy, décide en 1910 d'alimenter tous ses bâtiments au fioul.

## Événements
- 1890 :

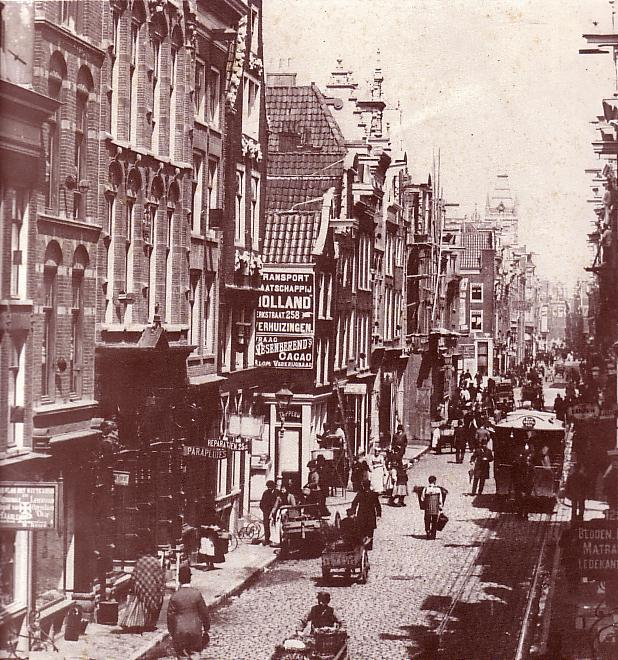
Photochrome de la Vijzelstraat d'Amsterdam, daté de 1891, avant l'élargissement et la modernisation de la rue dans les années 1920.

  - le traité Heligoland-Zanzibar parachève le partage de l'Afrique orientale[3] ; il restitue Heligoland à l'Allemagne et reconnait la colonisation du Tanganyika ; le sultan de Zanzibar accepte le protectorat britannique et la Grande-Bretagne à les mains libres pour prendre le contrôle de l’Égypte[4].
  - début présumé de l'aviation avec le premier vol d'un engin plus lourd que l'air, l'Éole, réalisé par l'ingénieur français Clément Ader qui aurait réussi à élever sa machine à 20 centimètres au-dessus du sol et à parcourir 50 mètres le 9 octobre 1890[5].
- 1890-1894 : première et seconde guerres du Dahomey. La France annexe le royaume de Behanzin et crée la colonie du Dahomey[6].
- 1890-1905 : seize soulèvements contre les compagnies concessionnaires au Mozambique[7].
- 1891 : publication le 15 mai 1891 de l'encyclique Rerum novarum du pape Léon XIII, généralement considérée comme l'avènement de la doctrine sociale de l'Église catholique[8].
- 1891-1892 : conclusion de l'alliance franco-russe[9].
- 1891-1898 : expéditions de l'État indépendant du Congo vers le Nil[10].
- 1893 : 
  - exposition universelle de Chicago[11].
  - guerre franco-siamoise. La France impose son protectorat sur le Laos[12].
- 1893-1899 : résistance du Bunyoro aux autorités britanniques[13].
- 1894 : début de l'Affaire Dreyfus en France. En 1898, Émile Zola publie "J'accuse… !", lettre ouverte dédiée au président de la République française Félix Faure pour défendre Alfred Dreyfus[14].
- 1894-1895 : 
  - l'expédition de Madagascar aboutit à l'annexion de Madagascar par la France en 1896[15].
  - guerre sino-japonaise. Le Japon, par le traité de Shimonoseki, de s'empare de Formose (Taïwan), des Pescadores et de la Péninsule de Jiaodong. L'indépendance de la Corée est garantie[16].
- 1894-1896 : premiers massacres en Arménie, les nationalistes Arméniens réclament l’indépendance vis-à-vis de la Turquie ; les représailles turques font deux cent mille morts, plus de cent mille réfugiés en Transcaucasie, cinquante mille orphelin, des dizaines de milliers de femmes sont réduites en esclavage sexuel[17] ; à la même époque, la Russie d'Alexandre III réprime les activités des nationalistes arméniens et interdisent aux Arméniens de parler leur propre langue et d’ouvrir leurs propres écoles (1885 et 1897) et églises, ils déportent également de nombreux dirigeants nationalistes en Sibérie[18].
- 1895 :
  - naissance du cinématographe ; après le dépôt d'un premier brevet le 13 février, les frères Louis et Auguste Lumière réalisent la première projection le 22 mars à la Société d'encouragement pour l'industrie nationale à Paris, puis la première projection publique devant deux cent cinquante spectateurs à L'Eden Théâtre à La Ciotat le 21 septembre[19] et la première projection commerciale à Paris dans le salon indien du Grand Café le 28 décembre[20].
  - création du gouvernement général de l'Afrique-Occidentale française[21].
- 1895-1898 : guerre d'indépendance cubaine[22].
- 1896 :
  - la bataille d'Adoua met fin à la première guerre italo-éthiopienne et garantie l'indépendance de l’Éthiopie[4].
  - accord franco-britannique qui garantit l'indépendance du Siam, qui devient un État tampon entre les deux domaines coloniaux[3].
  - les premiers jeux olympiques modernes se déroulent à Athènes[23].
- 1896-1898 : révolution philippine pour son indépendance vis à vis de l'Espagne. L'archipel est vendu aux États-Unis en 1898 lors du traité de Paris. La République est proclamée en janvier 1899 et une guerre s'ensuit qui aboutit en 1902 à la colonisation par les États-Unis[24].
- 1896-1899 :
  - campagne britanno-égyptienne de Kitchener sur la vallée du Nil ; ce tournant de la politique égyptienne de la Grande-Bretagne ouvre une période de tension entre Londres et Paris, qui culmine avec l’affaire de Fachoda (1898)[3] ; les Britanniques aident l’Égypte à faire respecter ses droits sur la vallée du Nil et établissent un condominium sur le Soudan en 1899 après la défaite des armées mahdistes[25].
  - ruée vers l'or du Klondike[26].
- 1897 : expédition punitive britannique au Bénin et pillage des bronzes royaux[27].
- 1898 :
  - massacre de Milan perpétré par le général Bava Beccaris qui utilises des canon contre des manifestants qui protestent contre la cherté des produits alimentaires[28].
  - en Chine, la France établit son influence sur les provinces chinoise limitrophes du Tonkin (Yunnan, Guangdong, Guangxi) et obtient la concession de la baie de Guangzhou pour quatre-vingt-dix-neuf ans ; la Grande-Bretagne étend sa concession de Hong Kong et des bases militaires européennes sont installées : à la suite de l’incident de Juye, l’Allemagne se fait céder par la force la baie de Jiaozhou avec le port de Qingdao pour quatre-vingt-dix-neuf ans, les Russes reçoivent la location à bail de Port-Arthur et de la péninsule du Liaodong pour vingt-cinq ans[29].
  - en Afrique, défaite de l’almami Samori Touré qui a déplacé son empire des contreforts du Fouta-Djalon jusqu’à la Volta noire et y a instauré un État théocratique puissant, mais sa défaite devant Sikasso (actuel Mali), le refus d’alliance de son voisin Ahmadou Tall et les révoltes de certains de ses vassaux mettent un terme à quarante ans de pouvoir, il meurt en captivité au Gabon le 2 juin 1900[30].
  - guerre hispano-américaine, qui met en œuvre la doctrine Monroe ; l’Espagne perd ses dernières colonies (Cuba, Porto-Rico, Philippines, Guam) au traité de Paris[22].

## Personnages significatifs
- Abdülhamid II
- Alphonse XIII
- Alexandre III (empereur de Russie)
- Carol Ier
- Cixi
- François-Joseph Ier d'Autriche
- Georges Ier (roi des Hellènes)
- Humbert Ier (roi d'Italie)
- Léon XIII
- Léopold II (roi des Belges)
- Meiji (empereur) (Mutsuhito)
- Nicolas II
- Guillaume II (empereur allemand)
- Victoria (reine)
- Wilhelmine (reine des Pays-Bas)

- Sarah Bernhardt
- Sadi Carnot (homme politique)
- S. Grover Cleveland
- Pierre de Coubertin
- Alfred Dreyfus
- Eleonora Duse
- Félix Faure
- Joseph Gallieni
- Benjamin Harrison
- Robert Arthur Talbot Gascoyne-Cecil (Lord Salisbury)
- William Ewart Gladstone
- William McKinley
- Cecil Rhodes
- Émile Zola